# Rare

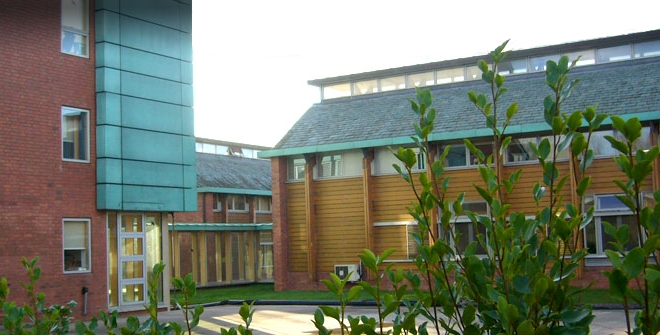
Rare-Zentrale in Twycross

Rare, auch als Rareware bekannt, ist ein britisches Entwicklerstudio von Videospielen. Rare entwickelte jahrelang exklusiv für Nintendo-Spielkonsolen, bis das Studio 2002 von Microsoft übernommen wurde und seither exklusiv als First-Party-Entwickler für den US-amerikanischen Mutterkonzern arbeitet. Die Firma wurde 1985 von Tim und Chris Stamper gegründet, die zum Jahreswechsel 2006/2007 von der Firmenleitung zurücktraten. Nach ihrem Rücktritt übernahmen Mark Betteridge und Gregg Mayles die Leitung der Firma. Rare hieß ursprünglich Ashby Computer Graphics (A.C.G) und veröffentlichte die Spiele unter dem Namen Ultimate Play The Game.
Rare hat bis heute, insbesondere für Nintendo, zahlreiche bekannte und erfolgreiche Videospiele entwickelt, darunter: Battletoads, Donkey Kong Country, Killer Instinct, Banjo-Kazooie, Banjo-Tooie, Blast Corps, GoldenEye 007, Perfect Dark, Conker’s Bad Fur Day, Diddy Kong Racing, Donkey Kong 64, Jet Force Gemini und Star Fox Adventures.

## Geschichte
Rare wurde in seiner heutigen Form im Jahr 1985 gegründet und ging aus dem bereits 1982 gegründeten Studio Ashby Computer Graphics hervor, das unter dem Namen Ultimate Play the Game Spiele für zahlreiche Systeme entwickelte, unter anderem für den Heimcomputer ZX Spectrum. Ab Ende der 1980er-Jahre begann Rare mit der Entwicklung von Software für Spielkonsolen, insbesondere für das Nintendo Entertainment System (NES). Mit Titeln wie Marble Madness, Jeopardy! oder Wizards & Warriors konnte das Unternehmen große Erfolge feiern. Einen Meilenstein stellte auch das 1991 veröffentlichte Battletoads dar.

Das klassische Rareware-Logo, das von 1994 bis 2003 während der Nintendo-Ära verwendet wurde

Nach der Entwicklung von Battletoads zog sich Rare, die bis dahin mehr als 50 Spiele für das NES entwickelt hatten, vorübergehend zurück, um das Unternehmen im Markt der 16-Bit-Konsolen neu auszurichten. Zwar waren die Veröffentlichungen der zurückliegenden Jahre lukrativ gewesen und hatten dem Unternehmen ein finanzielles Polster verschafft. Unter technischen und kreativen Gesichtspunkten war die Unternehmensführung aber unzufrieden. 1994 übernahm Nintendo 49 % der Anteile an Rare. Es begann eine langanhaltende Phase der Zusammenarbeit, Rare entwickelte von nun an ausschließlich für Nintendo-Konsolen.
Rares nächstes größeres Spiel, Donkey Kong Country, wurde erstmals auf der Summer CES im Juni 1994 gezeigt und im Weihnachtsgeschäft 1994 millionenfach verkauft. Wesentlich für den Erfolg des Titels war die beeindruckende Grafik. Ein von Chris Stamper entwickelter Prozess ermöglichte erstmals die Nutzung vorgerenderter 3D-Grafiken auf der 2D-Konsole SNES. Dies stellte insbesondere für einen Spieletitel aus der Ära der 16-Bit-Spielkonsolen ein Novum dar, da 1994 bereits die ersten 32-Bit-Konsolen (wie z. B. die PlayStation oder der Sega Saturn) veröffentlicht wurden. Donkey Kong Country erhielt auf dem SNES zwei erneut von Rare entwickelte Fortsetzungen, die ebenfalls sehr erfolgreich waren. Mit der Donkey-Kong-Land-Reihe folgten auch drei Ableger für den Game Boy.
Als das Nintendo 64 im Jahr 1996 auf den Markt kam, gehörte Rare zu den wichtigsten Entwicklern für diese Plattform. Rare entwickelte innerhalb weniger Jahre eine Vielzahl weltweit erfolgreicher und von Kritikern hochgelobter Videospiele, darunter etwa GoldenEye 007, Diddy Kong Racing, Perfect Dark, Banjo-Kazooie, Donkey Kong 64, Jet Force Gemini, Blast Corps, Banjo-Tooie oder Conker’s Bad Fur Day.

Das von 2003 bis 2010 verwendete Logo

Anfang der 2000er Jahre wurde eine Option fällig, die es Nintendo erlaubte, die restlichen 51 % von Rare zu übernehmen. Nintendo ließ diese Option verstreichen und so suchte Rare sich einen anderen Käufer. Die Firmen Microsoft und Activision lieferten sich einen Bieterkrieg, ehe am Ende Microsoft Rare für 375 Millionen Dollar zu 100 % übernahm. Seitdem entwickelt Rare Exklusivtitel für die Microsoft-Konsolen Xbox, Xbox 360 und Xbox One. Das letzte von Rare neu entwickelte, direkt über Nintendo veröffentlichte Spiel war Star Fox Adventures, wenngleich Rare in den Folgejahren noch einige Spiele für Game Boy Advance und Nintendo DS veröffentlichte, darunter auch einige Remakes alter Klassiker.
Die Rechte an einigen Charakteren der Spiele, die Rare für Nintendo-Konsolen entwickelt hatte, wurden von Nintendo erworben, so zum Beispiel Diddy Kong. Allerdings behielt Rare seine wichtigsten Lizenzen und Marken wie z. B. Perfect Dark, Banjo-Kazooie und Conker.
In den folgenden Jahren veröffentlichte Rare Spiele, die schon für Nintendos Gamecube in Entwicklung gewesen sind. Weder Grabbed by the Ghoulies, Kameo Elements of Power noch Perfect Dark Zero konnten, insbesondere in puncto Verkaufszahlen, an alte Erfolge anknüpfen. Im Jahr 2006 erschien Viva Piñata und wenig später im Jahr 2007 verließen die Gründer Tim und Chris Stamper die Firma. Die langjährigen Rare-Mitarbeiter Gregg Mayles und Mark Betteridge übernahmen die Führung, doch auch die im Jahre 2008 erschienenen Spiele Viva Pinata Trouble in Paradise und Banjo Kazooie Schraube Locker wurden keine Erfolge.

Das von 2010 bis 2015 verwendete Logo

Nach den Misserfolgen strukturierte Microsoft das Studio 2009 um. In der Folge mussten viele langjährige Mitarbeiter das Studio verlassen und Rare entwickelte von nun Spiele für Microsofts Kinect. 2010 ersetzte Scott Henson die bisherige Unternehmensführung und mit Kinect Sports erschien Rares erstes Kinect-Spiel. Nach all den Jahren konnte Rare wieder einen Erfolg feiern. Kinect Sports verkaufte sich insgesamt über 6 Millionen Mal, was zuletzt GoldenEye 007 gelang. 2013 wurde Scott Henson von Craig Duncan abgelöst, welcher nun das Studio leitet.
Nach dem enttäuschenden Spiel Kinect Sports Rivals mussten wieder einige Mitarbeiter das Studio verlassen. Diese gründeten später das Studio Playtonic Games. Rare entwickelt von nun an wieder traditionelle Spiele. 2015 wurde im Zuge des 30-jährigen Bestehens Rare Replay veröffentlicht. 2018 erschien das Online-Spiel Sea of Thieves für die Xbox One & Windows 10, welches über 2 Millionen Spieler in der ersten Woche erreichte.

## Spiele

### 1983–1989
| Titel                            | Plattform(en)                       | Erstveröffentlichung |
| -------------------------------- | ----------------------------------- | -------------------- |
| Atic Atac                        | ZX Spectrum                         | 1983                 |
| JetPac                           | ZX Spectrum, BBC, VC-20             | 1983                 |
| PSSST                            | ZX Spectrum                         | 1983                 |
| Trans Am                         | ZX Spectrum                         | 1983                 |
| Alien 8                          | ZX Spectrum, Amstrad, BBC, MSX      | 1984                 |
| Cookie                           | ZX Spectrum                         | 1984                 |
| Entombed                         | C64                                 | 1984                 |
| Knight Lore                      | ZX Spectrum, Amstrad, BBC, MSX      | 1984                 |
| Lunar Jetman                     | ZX Spectrum, BBC                    | 1984                 |
| Sabre Wulf                       | ZX Spectrum, C64, Amstrad, BBC      | 1984                 |
| The Staff of Karnath             | C64                                 | 1984                 |
| Underwurlde                      | ZX Spectrum, C64                    | 1984                 |
| Blackwyche                       | C64                                 | 1985                 |
| Nightshade                       | ZX Spectrum, C64, Amstrad, BBC, MSX | 1985                 |
| Pentagram                        | ZX Spectrum, MSX                    | 1985                 |
| Cosmic Battlezones               | BBC                                 | 1986                 |
| Cyberun                          | ZX Spectrum, Amstrad, MSX           | 1986                 |
| Dragonskulle                     | C64                                 | 1986                 |
| Gunfright                        | ZX Spectrum, Amstrad, MSX           | 1986                 |
| Imhotep                          | C64                                 | 1986                 |
| Outlaws                          | C64                                 | 1986                 |
| Vs. Slalom                       | Nintendo Vs. System                 | 1986                 |
| Bubbler                          | ZX Spectrum, Amstrad, MSX           | 1987                 |
| Martianoids                      | ZX Spectrum, MSX                    | 1987                 |
| Slalom                           | Nintendo Entertainment System       | 1987                 |
| Wizards & Warriors               | Nintendo Entertainment System       | 1987                 |
| Anticipation                     | Nintendo Entertainment System       | 1988                 |
| Jeopardy!                        | Nintendo Entertainment System       | 1988                 |
| R.C. Pro-Am                      | Nintendo Entertainment System       | 1988                 |
| The Collected Works              | ZX Spectrum                         | 1988                 |
| Wheel of Fortune                 | Nintendo Entertainment System       | 1988                 |
| California Games                 | Nintendo Entertainment System       | 1989                 |
| Cobra Triangle                   | Nintendo Entertainment System       | 1989                 |
| Hollywood Squares                | Nintendo Entertainment System       | 1989                 |
| Ironsword: Wizards & Warriors II | Nintendo Entertainment System       | 1989                 |
| Jeopardy! Junior Edition         | Nintendo Entertainment System       | 1989                 |
| John Elway’s Quarterback         | Nintendo Entertainment System       | 1989                 |
| Jordan vs. Bird: One on One      | Nintendo Entertainment System       | 1989                 |
| Marble Madness                   | Nintendo Entertainment System       | 1989                 |
| Sesame Street: 123               | Nintendo Entertainment System       | 1989                 |
| Sesame Street: ABC               | Nintendo Entertainment System       | 1989                 |
| Silent Service                   | Nintendo Entertainment System       | 1989                 |
| Taboo: The Sixth Sense           | Nintendo Entertainment System       | 1989                 |
| Wheel of Fortune: Junior Edition | Nintendo Entertainment System       | 1989                 |
| Who Framed Roger Rabbit          | Nintendo Entertainment System       | 1989                 |
| World Games                      | Nintendo Entertainment System       | 1989                 |
| WWF Wrestlemania                 | Nintendo Entertainment System       | 1989                 |

### 1990–1999
| Titel                                               | Plattform(en)                                 | Erstveröffentlichung |
| --------------------------------------------------- | --------------------------------------------- | -------------------- |
| A Nightmare on Elm Street                           | Nintendo Entertainment System                 | 1990                 |
| Arch Rivals: A Basket Brawl!                        | Nintendo Entertainment System                 | 1990                 |
| Cabal                                               | Nintendo Entertainment System                 | 1990                 |
| Captain Skyhawk                                     | Nintendo Entertainment System                 | 1990                 |
| Digger T. Rock: The Legend Of The Lost City         | Nintendo Entertainment System                 | 1990                 |
| Double Dare                                         | Nintendo Entertainment System                 | 1990                 |
| Ivan 'Ironman' Stewart's Super Off Road             | Nintendo Entertainment System                 | 1990                 |
| Jeopardy! 25th Anniversary Edition                  | Nintendo Entertainment System                 | 1990                 |
| Narc                                                | Nintendo Entertainment System                 | 1990                 |
| Pinbot                                              | Nintendo Entertainment System                 | 1990                 |
| Snake Rattle ’n’ Roll                               | Nintendo Entertainment System                 | 1990                 |
| Solar Jetman: Hunt for the Golden Warpship          | Nintendo Entertainment System                 | 1990                 |
| Super Glove Ball                                    | Nintendo Entertainment System                 | 1990                 |
| Super Off Road                                      | Nintendo Entertainment System                 | 1990                 |
| The Amazing Spider-Man                              | Game Boy                                      | 1990                 |
| Time Lord                                           | Nintendo Entertainment System                 | 1990                 |
| Wheel of Fortune: Family Edition                    | Nintendo Entertainment System                 | 1990                 |
| Wizards & Warriors X: Fortress of Fear              | Game Boy                                      | 1990                 |
| WWF Wrestlemania Challenge                          | Nintendo Entertainment System                 | 1990                 |
| Battletoads                                         | Nintendo Entertainment System, Game Boy       | 1991                 |
| Beetlejuice                                         | Nintendo Entertainment System                 | 1991                 |
| High Speed                                          | Nintendo Entertainment System                 | 1991                 |
| Pirates!                                            | Nintendo Entertainment System                 | 1991                 |
| Sesame Street ABC & 123                             | Nintendo Entertainment System                 | 1991                 |
| Sneaky Snakes                                       | Game Boy                                      | 1991                 |
| Super R.C. Pro-Am                                   | Game Boy                                      | 1991                 |
| WWF Superstars                                      | Game Boy                                      | 1991                 |
| Battletoads                                         | Amiga                                         | 1992                 |
| Beetlejuice                                         | Game Boy                                      | 1992                 |
| Championship Pro-Am                                 | Mega Drive                                    | 1992                 |
| Danny Sullivan's Indy Heat                          | Nintendo Entertainment System                 | 1992                 |
| R.C. Pro-Am II                                      | Nintendo Entertainment System                 | 1992                 |
| Wizards & Warriors III: Kuros: Visions of Power     | Nintendo Entertainment System                 | 1992                 |
| Battletoads                                         | Mega Drive, Sega Game Gear                    | 1993                 |
| Battletoads Double Dragon                           | NES, SNES, Mega Drive, Game Boy               | 1993                 |
| Battletoads in Battlemaniacs                        | Super Nintendo Entertainment System           | 1993                 |
| Battletoads in Ragnarok’s World                     | Game Boy                                      | 1993                 |
| Snake Rattle ’n’ Roll                               | Mega Drive                                    | 1993                 |
| X The Ball                                          | Arcade                                        | 1993                 |
| Battletoads                                         | Arcade, Amiga CD32                            | 1994                 |
| Battletoads in Battlemaniacs                        | Sega Master System                            | 1994                 |
| Donkey Kong Country                                 | Super Nintendo Entertainment System           | 1994                 |
| Killer Instinct                                     | Arcade                                        | 1994                 |
| Donkey Kong Country 2: Diddy’s Kong Quest           | Super Nintendo Entertainment System           | 1995                 |
| Donkey Kong Land                                    | Game Boy                                      | 1995                 |
| Killer Instinct                                     | Super Nintendo Entertainment System, Game Boy | 1995                 |
| Killer Instinct 2                                   | Arcade                                        | 1995                 |
| Monster Max                                         | Game Boy                                      | 1995                 |
| Donkey Kong Country 3: Dixie Kong’s Double Trouble! | Super Nintendo Entertainment System           | 1996                 |
| Donkey Kong Land 2                                  | Game Boy                                      | 1996                 |
| Ken Griffey Jr's Winning Run                        | Super Nintendo Entertainment System           | 1996                 |
| Killer Instinct Gold                                | Nintendo 64                                   | 1996                 |
| Blast Corps                                         | Nintendo 64                                   | 1997                 |
| Diddy Kong Racing                                   | Nintendo 64                                   | 1997                 |
| Donkey Kong Land III                                | Game Boy                                      | 1997                 |
| GoldenEye 007                                       | Nintendo 64                                   | 1997                 |
| Banjo-Kazooie                                       | Nintendo 64                                   | 1998                 |
| Conker’s Pocket Tales                               | Game Boy Color                                | 1999                 |
| Donkey Kong 64                                      | Nintendo 64                                   | 1999                 |
| Jet Force Gemini                                    | Nintendo 64                                   | 1999                 |
| Mickey’s Racing Adventure                           | Game Boy Color                                | 1999                 |

### Seit 2000
| Titel                                   | Plattform(en)                    | Erstveröffentlichung |
| --------------------------------------- | -------------------------------- | -------------------- |
| Banjo-Tooie                             | Nintendo 64                      | 2000                 |
| Donkey Kong Country                     | Game Boy Color                   | 2000                 |
| Donkey Kong GB: Dinky Kong & Dixie Kong | Game Boy Color                   | 2000                 |
| Mickey's Speedway USA                   | Nintendo 64                      | 2000                 |
| Perfect Dark                            | Game Boy Color, Nintendo 64      | 2000                 |
| Conker’s Bad Fur Day                    | Nintendo 64                      | 2001                 |
| Mickey's Speedway USA                   | Game Boy Color                   | 2001                 |
| Star Fox Adventures                     | GameCube                         | 2002                 |
| Banjo-Kazooie: Grunty’s Rache           | Game Boy Advance                 | 2003                 |
| Donkey Kong Country                     | Game Boy Advance                 | 2003                 |
| Grabbed by the Ghoulies                 | Xbox                             | 2003                 |
| Donkey Kong Country 2                   | Game Boy Advance                 | 2004                 |
| Sabre Wulf                              | Game Boy Advance                 | 2004                 |
| Banjo-Pilot                             | Game Boy Advance                 | 2005                 |
| Conker: Live & Reloaded                 | Xbox                             | 2005                 |
| Donkey Kong Country 3                   | Game Boy Advance                 | 2005                 |
| It's Mr. Pants                          | Game Boy Advance, Mobile phone   | 2005                 |
| Kameo: Elements of Power                | Xbox 360                         | 2005                 |
| Perfect Dark Zero                       | Xbox 360                         | 2005                 |
| Viva Piñata                             | Windows, Xbox 360                | 2006                 |
| Diddy Kong Racing DS                    | Nintendo DS                      | 2007                 |
| Jetpac Refuelled                        | Xbox Live Arcade                 | 2007                 |
| Banjo-Kazooie: Schraube Locker          | Xbox 360                         | 2008                 |
| Viva Piñata: Pocket Paradise            | Nintendo DS                      | 2008                 |
| Viva Piñata: Trouble in Paradise        | Xbox 360                         | 2008                 |
| Kinect Sports                           | Xbox 360                         | 2010                 |
| Kinect Sports: Season Two               | Xbox 360                         | 2011                 |
| Killer Instinct                         | Xbox One                         | 2013                 |
| Kinect Sports Rivals                    | Xbox One                         | 2014                 |
| Rare Replay                             | Xbox One                         | 2015                 |
| Sea of Thieves                          | Windows, Xbox One, Xbox Series X | 2018                 |
| Everwild                                | Windows, Xbox Series X           | in Entwicklung       |